# Почётные граждане Кургана
Почётный гражданин города Кургана — почётное звание города Кургана, высшее по значимости среди наград и Почётных званий города Кургана.
Порядок присвоения звания «Почётный гражданин города Кургана» регулируется решением Курганской городской Думы от 21 сентября 2005 года № 222 «О системе поощрений органами местного самоуправления муниципального образования города Кургана».

## Статус почётного звания
Звание «Почётный гражданин города Кургана» является высшей формой поощрения конкретного гражданина за многолетнюю трудовую деятельность и выдающиеся заслуги по защите прав человека, развитию экономики, производства, науки, техники, культуры, спорта, искусства, воспитания и образования, здравоохранения, охраны окружающей среды, обеспечению законности, правопорядка, совершению мужественных поступков во благо города и России, благотворительной, меценатской и иной деятельности, способствующей развитию города Кургана, повышению его авторитета и престижа.
Присвоение звания «Почётный гражданин города Кургана» не зависит от факта рождения удостоенных его лиц в городе Кургане или проживания на его территории. Звание присваивается персонально и пожизненно и не может быть присвоено повторно одному и тому же лицу. В исключительных случаях за проявленную отвагу, мужество и героизм звание «Почётный гражданин города Кургана» может быть присвоено посмертно.
Лицу, удостоенному звания «Почётный гражданин города Кургана», Главой города в торжественной обстановке вручаются: свидетельство, нагрудный знак, удостоверение и единовременное денежное вознаграждение. Знак изготовлен из серебра. Автор-разработчик и художник знака, утверждённого в 2002 году — Дмитрий Валерьевич Иванов.

## Почётные граждане города Кургана
Почётными гражданами Кургана были и являются в настоящее время многие достойные люди, как умершие, так и ныне живущие, в том числе это:
| - Авдеев, Кузьма Григорьевич (1890—1971), 1967 - Баланчук, Ольга Васильевна (1952), 2012 - Благонравов, Александр Александрович (1933—2020), 2000 - Богомолов, Александр Дмитриевич (1941), 2013 - Брызин, Николай Николаевич (1916—2005), 2001 - Бубнов, Валерий Андрианович (1938), 2014 - Бякова, Людмила Степановна (1946), 1984 - Васильев, Сергей Александрович (1911–1975), 1973 - Великанова, Надежда Емельяновна (1898—1985), 1967 - Воронцов, Николай Николаевич (1894—1977), 1967 - Галиаскаров, Наркис Юсупович (1965), 2023 - Гальберг, Михаил Александрович (1883—1971), 1967 - Гирик, Юрий Ануфриевич (1937—2015), 1997 - Дорофеева, Людмила Евгеньевна (1953), 2013 - Елисеев, Федот Васильевич (1915—2004), 1995 - Епишев, Владимир Семёнович (1925—1999), 1977 - Жебелев, Лев Львович (1917—2013), 2008 - Илизаров, Гавриил Абрамович (1921—1992), 1971 - Карасев, Михаил Никандрович (1917—2004), 1995 - Кармашова, Нина Александровна (1916—1999), 1995 - Колесова, Альфина Ананьевна (1945), 2014 - Колпаков, Борис Александрович (1917—1990), 1977 - Копырин, Владимир Иванович (1951), 2016 - Лаврентьев, Михаил Васильевич (1906—1991), 1967 - Левитский, Владимир Юриевич (1959), 2015 - Лопатин, Александр Иннокентьевич (1929—1995), 1986 - Любимов, Евгений Григорьевич (1930—2012), 2010 - Малинников, Михаил Анатольевич (1983—2013), 2015 - Мальцева, Евгения Елисеевна (1898—1993), 1967 - Махалов, Геннадий Сергеевич (1927—2019), 2007 - Минаков, Андрей Андреевич (1918—2000), 2000 - Наумов, Валерий Иванович (1946), 2003 - Неупокоева, Мария Ивановна (1927—1986), 1982 | - Парышев, Дмитрий Николаевич (1979), 2021 - Парышев, Николай Васильевич (1952—2008), 2001 - Пестов, Борис Васильевич (1931—2002), 2000 - Полякова, Валентина Валентиновна (1944), 2018 - Потанин, Виктор Федорович (1937), 1997 - Пузенко Виктор Андреевич (1954-2020), 2020 - Путилов, Василий Павлович (1922—2002), 1995 - Ребенок, Галина Ивановна (1957), 2023 - Релин, Данил Захарович (1930—2022), 2007 - Родькин, Евгений Викторович (1951—1996), 1997 - Розенбаум, Евгений Моисеевич (1933—2001), 1997 - Сафонова, Мария Валентиновна (1936—2017), 1994 - Сахаров, Владимир Севастьянович (1930—2022), 2010 - Серков, Виктор Владимирович (1950), 2015 - Сизов, Геннадий Федорович (1903—1991), 1982 - Сорокина, Алла Петровна (1934), 1998 - Терехов, Александр Сергеевич (1935—2021), 2001 - Терещенко, Валентина Ивановна (1948), 2009 - Тюнин, Андрей Владимирович (1969–2001), 2010 - Ушаков, Владимир Петрович (1932—2012), 2006 - Фарафонов, Иван Алексеевич (1896—1977), 1972 - Фёдоров, Сергей Иванович (1911—2007), 1973 - Хохлова, Галина Павловна (1921—2009), 1995 - Чернов, Анатолий Васильевич (1948), 2019 - Чурикова, Зинаида Трофимовна (1918—1997), 1967 - Шадровский, Виктор Леонидович (1920—2007), 1990 - Шаламова, Надежда Никоноровна (1931—2023), 1998 - Шалютин, Соломон Михайлович (1921—2009), 2006 - Шаталов, Владимир Александрович (1927—2021), 1969 - Шайваш, Юрий Александрович (1947), 2018 - Шевцов, Владимир Иванович (1938), 1998 - Шпанов, Михаил Васильевич (1891—1980), 1967 - Шушарин, Яков Платонович (1911—1988), 1967 - Яган, Иван Павлович (1934—2022), 2011 |  |